# Marcel Bär
Marcel Bär (* 8. Juni 1992 in Gifhorn) ist ein deutscher Fußballspieler. Er spielt seit der Saison 2023/24 bei Erzgebirge Aue und wird meist im Sturm aufgeboten.

## Karriere

### Anfänge
Seine Karriere begann er in seiner Heimatstadt beim SV Gifhorn in der Jugend und wechselte später zum Stadtrivalen MTV Gifhorn. Dort stieg er 2010 aus der A-Jugend in die erste Männermannschaft auf, welche zu diesem Zeitpunkt in der Staffel Braunschweig in der Landesliga Niedersachsen spielte.

### Eintracht Braunschweig II
Nach zwei Jahren in der Männermannschaft des MTV Gifhorn wechselte er zur Saison 2012/13 zur Reservemannschaft von Eintracht Braunschweig und debütierte am 5. August 2012 beim Spiel gegen Lupo Martini Wolfsburg in der Oberliga Niedersachsen. Von Trainer Henning Bürger wurde er beim 4:3-Sieg in der Startformation aufgeboten. Seine ersten beiden Tore erzielte er am 4. November 2012 beim 3:0-Sieg gegen VfV 06 Hildesheim. Mit seinen Toren in der 23. Minute zum 1:0 und in der 45. Minute zum 2:0 brachte er sein Team auf Erfolgskurs. Mit 68 Punkten sicherte er sich mit seiner Mannschaft die Meisterschaft in der Oberliga Niedersachsen und damit verbunden den Aufstieg in die Regionalliga Nord.
Sein Debüt in der Regionalliga Nord feierte er am 4. August 2013 beim Spiel gegen den VfB Oldenburg. Von Trainer Henning Bürger wurde er bei der 0:2-Niederlage in der Startformation berücksichtigt. Sein erstes Tor in der neuen Liga erzielte er am 5. Oktober 2016 beim 1:1-Unentschieden gegen die Reserve des Hamburger SV. In der 7. Minute brachte er die Braunschweiger mit 1:0 in Front. Am letzten Spieltag der Saison 2013/14 absolvierte er im Spiel beim VfR Neumünster sein 50. Ligaspiel für die Braunschweiger Reserve. Das Spiel endete 1:1 und er erzielte in der 61. Minute die zwischenzeitliche 1:0-Führung.
Beim 3:0-Sieg gegen den FC St. Pauli II am 31. August 2014 erzielte er sein 10. Ligator für die Reserve der Eintracht. In der 67. Minute erzielte er die zwischenzeitliche 2:0-Führung. Am 14. Februar 2015 absolvierte er beim 3:3-Unentschieden gegen den BSV Rehden sein 50. Spiel in der Regionalliga Nord.

### FC Carl Zeiss Jena
Zur Saison 2015/16 verließ er Braunschweig und schloss sich dem FC Carl Zeiss Jena an. Sein turbulentes Debüt für die Jenaer in der Regionalliga Nordost feierte er am 24. Juli 2015 beim 3:0-Sieg gegen den VfB Auerbach. Von Trainer Volkan Uluc wurde er in der Startformation aufgeboten und erzielte in der 35. Minute mit der zwischenzeitlichen 1:0-Führung sein erstes Tor für Carl Zeiss. In der 67. Minute bereitete er den 3:0-Endstand durch Manfred Starke vor und elf Minuten später wurde er wegen einer Tätlichkeit des Feldes verwiesen. Am 28. Mai 2016 sicherte er sich mit seiner Mannschaft den Thüringenpokal durch einen 2:0-Sieg gegen den FC Rot-Weiß Erfurt.

### FSV Zwickau
Nach nur einer Saison verließ er Jena wieder und schloss sich dem Drittliga-Aufsteiger FSV Zwickau an. Sein Debüt für die neue Mannschaft in der 3. Liga und damit sein Profidebüt gab er am 30. Juli 2016 beim Spiel gegen die Mainzer Reserve. Beim 2:2-Unentschieden wurde er von Trainer Torsten Ziegner in der 80. Minute für Robert Berger eingewechselt. Mit seinem ersten Tor für die Zwickauer verewigte er sich gleichzeitig in den Geschichtsbüchern des FSV Zwickau. Bei der 1:2-Niederlage gegen den FC Rot-Weiß Erfurt am 11. September 2016 erzielte er mit dem zwischenzeitlichen 1:1-Ausgleich in der 31. Minute das erste Zwickauer Tor im neugebauten Stadion Zwickau. Am 20. September 2016 erzielte er in der Partie gegen den SSV Jahn Regensburg gleich drei Tore und hatte so wesentlichen Anteil am 4:0-Sieg.

### VfR Aalen
Bär wechselte mit Beginn der Saison 2017/18 zum Drittligisten VfR Aalen. Nach eineinhalb Jahren in Aalen verließ er den Verein in der Winterpause der Saison 2018/19 und wechselte zum Ligakonkurrenten Braunschweig.

### Eintracht Braunschweig
Dreieinhalb Jahre nach seinem Wechsel von der zweiten Mannschaft der Eintracht nach Jena kehrte Bär also zu seinem alten Verein zurück, spielte allerdings nun für die erste Mannschaft in der dritten Liga. Er erhielt einen bis Juni 2021 datierten Vertrag über zweieinhalb Spielzeiten. Sein Debüt gab er am 27. Januar beim 2:0-Heimsieg gegen Hansa Rostock und konnte einen Monat später beim 1:0-Sieg gegen die SpVgg Unterhaching mit dem Siegtreffer sein erstes Profitor für die Eintracht erzielen. In der Rückrunde der Saison 2018/19 konnte der Neuzugang Bär den im Abstiegskampf befindlichen Löwen mit zwei Toren bei 17 Einsätzen zum Klassenerhalt verhelfen. In der darauf folgenden Spielzeit war Bär als Stammspieler mit acht Toren bei 35 Einsätzen an der erfolgreichen Saison der Braunschweiger maßgeblich beteiligt. In ihrer zweiten Saison nach dem letzten Zweitligaabstieg gelang der Eintracht als Tabellendritter und Zweitplatzierter hinter der nicht aufstiegsberechtigten zweiten Mannschaft von Bayern München der Wiederaufstieg in die zweite Bundesliga. In der Saison 2020/21 spielt Bär somit erstmals in der zweithöchsten Spielklasse des deutschen Fußballs. Sein Zweitligadebüt gab er direkt am 1. Spieltag bei der 0:2-Niederlage beim 1. FC Heidenheim.

### TSV 1860 München
Zur Saison 2021/22 verließ Bär die Eintracht und schloss sich dem TSV 1860 München an. Mit 21 Toren in 37 Spielen wurde er in seiner ersten Spielzeit Torschützenkönig, den Aufstieg verpasste er mit seiner Mannschaft jedoch knapp. In der folgenden Saison wurde er zu Beginn durch eine Verletzung ausgebremst und konnte nicht mehr an die Leistungen der vorherigen Spielzeit anknüpfen. Zur Saison 2023/24 wechselt er zum Ligakonkurrenten FC Erzgebirge Aue.

## Erfolge
Eintracht Braunschweig
- Meister der Oberliga Niedersachsen und Aufstieg in die Regionalliga Nord: 2013 (mit Eintracht Braunschweig II)
- Aufstieg in die 2. Bundesliga: 2020

FC Carl-Zeiss Jena
- Thüringenpokal-Sieger: 2016

Persönliche Auszeichnung
- Torschützenkönig der 3. Liga: 2022 (21 Tore)